# 25Y busz (Debrecen)

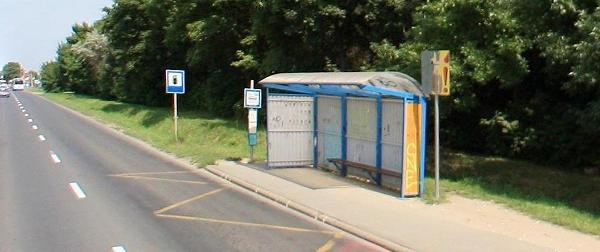
Vincellér utca

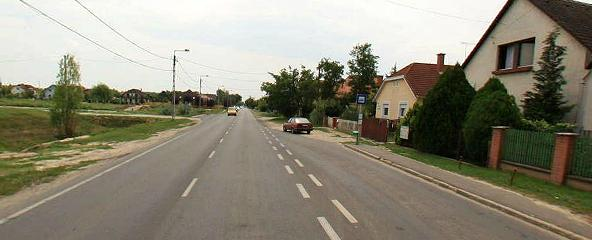
Veres Péter utca

A debreceni 25Y jelzésű autóbusz a Vincellér utca és a Veres Péter utca között közlekedik. Útvonala során érinti a belvárost, Tócóskertet, Tescót, Segner teret, Mechwart András Szakközépiskolát, Helyközi autóbusz-állomást, Kistemplomot, Csokonai Színházat, Hajdú-Bihar Megyei Földhivatal, Bányai Júlia Általános Iskolát, Debrecen-Szabadságtelep vasúti megállóhelyet, Zsuzsi kisvasutat, Regionális Képző Központot és a Veres Péter utcai lakótelepet. A 25Y buszon felül közlekednek 25-ös jelzésű járatok is, hasonló útvonalon.
Jelenlegi menetrendje 2018. július 1-jétől érvényes.

## Története
1994-ben már a 6-os és 6Y buszok nem tudták kiszolgálni a Veres Péter utcát, így új hurok járatok indultak 25-ös és 25Y jelzéssel. A 25Y a 25-össel ellentétben az óramutató járásával megegyező irányban járja be a hurkot. Kezdetben a Segner térről indult, viszont 2006-ban 3 hétig, majd 2009. július 1-től véglegesen is a Vincellér utcától indul. A meghosszabbítással kiváltotta a Vincellér utca és a Kistemplom között járó 27-est.

## Járművek
A viszonylaton többnyire Alfa Cívis 12 szólóbuszok közlekednek, de néha előfordulnak Alfa Cívis 18 csuklós buszok is.

## Útvonala
| Év        | Végállomások                      | Útvonal oda | Útvonal vissza                                                                                             |
| --------- | --------------------------------- | --- | --- |
| 1994-2006 | Segner tér – Veres Péter utca     | Nyugati utca – Széchenyi utca – Kossuth utca – Faraktár utca – Budai Nagy Antal utca – Sámsoni út – Acsádi út                              | Vámospércsi út – Faraktár utca – Kossuth utca – Széchenyi utca – Nyugati utca                              |
| 2006      | Vincellér utca – Veres Péter utca | Derék utca – Kishegyesi út – Nyugati utca – Széchenyi utca – Kossuth utca – Faraktár utca – Budai Nagy Antal utca – Sámsoni út – Acsádi út | Vámospércsi út – Faraktár utca – Kossuth utca – Széchenyi utca – Nyugati utca – Kishegyesi út – Derék utca |
| 2006-2009 | Segner tér – Veres Péter utca     | Nyugati utca – Széchenyi utca – Kossuth utca – Faraktár utca – Budai Nagy Antal utca – Sámsoni út – Acsádi út                              | Vámospércsi út – Faraktár utca – Kossuth utca – Széchenyi utca – Nyugati utca                              |
| 2009-től  | Vincellér utca – Veres Péter utca | Derék utca – Kishegyesi út – Nyugati utca – Széchenyi utca – Kossuth utca – Faraktár utca – Budai Nagy Antal utca – Sámsoni út – Acsádi út | Vámospércsi út – Faraktár utca – Kossuth utca – Széchenyi utca – Nyugati utca – Kishegyesi út – Derék utca |

## Megállóhelyei
Az átszállási kapcsolatok között az ellenkező irányban közlekedő 25-ös, illetve a Vámospércsi úti betéréssel közlekedő 125-ös és 125Y busz nincsen feltüntetve.
| 0  | Vincellér utca végállomás                          | 27 | 12, 19, 22, 22Y, 24, 24Y, 30, 30A, 41, 41Y, 45 |
| 1  | Sárvári Pál utca                                   | 26 | 12, 19, 22, 22Y, 24, 24Y, 30, 30A |
| 2  | Holló László sétány                                | 25 | 12, 19, 22, 22Y, 24, 24Y, 30, 30A |
| 4  | Gyepűsor utca (↓) Derék utca - Jégcsarnok (↑)      | 23 | 12, 17, 17A, 22, 22Y, 24, 24Y, 46, 46E, 46H, 146 |
| 6  | Dorottya utca                                      | 21 | 12, 17, 17A, 22, 22Y, 24, 24Y, 46, 46E, 46H, 146 |
| 8  | Kishegyesi út                                      | 20 | 12, 17, 17A, 22, 22Y, 24, 24Y, 45, 46, 46H, 146 |
| 10 | Segner tér                                         | 18 | 3, 3A, 4, 5, 5A 10, 10A, 10Y, 11, 13, 14, 17, 17A, 24, 24Y, 33, 33E, 34, 35, 35E, 35Y, 36, 42, 42A, 45, 46, 46E, 46H, 49, 49Y, 146, A1 Helyközi buszok |
| 12 | Helyközi autóbusz-állomás                          | 16 | 3, 3A, 4, 5, 5A 10, 10A, 10Y, 14, 19, 34, 35, 35Y, 36, 41, 41Y, 42, 42A, 45, 46, 46E, 46H, 49, 49Y, 146, A1 Helyközi buszok                            |
| 13 | Debreceni Ítélőtábla (↓) Debreceni Törvényszék (↑) | 15 | 3, 3A, 4 19, 41, 41Y, 42, 42A, 45, A1 |
| 15 | Csokonai Színház                                   | 13 | 3, 3A, 4 19, 41, 41Y, 45 |
| 17 | Kandia utca                                        | 11 | 4 19, 37, 41, 41Y, 45 |
| 19 | Faraktár utca                                      | 9  | 4, 5, 5A 16, 19, 21, 37, 41, 41Y, 43, 45, A1 Helyközi buszok                                                                                           |
| 20 | Kolónia utca                                       | ∫  | 37, 41, 41Y, 45 Helyközi buszok |
| 21 | Falóger                                            | 6  | 37, 41, 41Y, 45 Helyközi buszok Debrecen-Szabadságtelep                                                                                                |
| 24 | Ruyter utca (↓) Komáromi Csipkés György tér (↑)    | 5  | 11, 37, 41, 41Y, 45 Helyközi buszok Zsuzsi Erdei Vasút                                                                                                 |
| ∫  | Sólyom utca                                        | 3  | 11, 37, 45 Helyközi buszok |
| ∫  | Regionális Képző Központ                           | 2  | 11, 23Y, 37, 45 Helyközi buszok |
| ∫  | Hold utca                                          | 1  | 11, 23Y |
| 25 | Huszár Gál utca                                    | ∫  | |
| 26 | Kurucz utca                                        | ∫  | |
| 27 | Endre utca                                         | ∫  | |
| 30 | Budai Nagy Antal utca                              | ∫  | 11, 19, 23, 23Y Helyközi buszok |
| 31 | Szalók utca                                        | ∫  | 11, 19, 23, 23Y Helyközi buszok |
| 32 | Acsádi út                                          | ∫  | 11, 23Y |
| 33 | Skalnitzky Antal utca                              | ∫  | 11, 23Y |
| 34 | Juhász Géza utca                                   | ∫  | 11, 23Y |
| 35 | Zsigmond Ferenc utca                               | ∫  | 11, 23Y |
| 35 | Veres Péter utca végállomás                        | 0  | 11, 23Y |

## Járatsűrűség
A járatok 4.12 és 23.07 között indulnak. Tanítási időszakban 6,7,13,14,15,16 órakor 3 járat indul, a többi órában 2 járat, kivéve 22 órakor csak 1 járat indul. Tanszünetben minden órában 2 járatot indítanak, kivéve 22 órakor csak 1 járat indul. Hétvégén minden órában 2 járatot indítanak, kivéve 4,5,22 órakor csak  1 járat indul.
Pontos indulási idők itt.